# Irmgard Bern
Irmgard Bern (* ca. 1895 in Deutsches Reich; † unbekannt) war eine deutsche Schauspielerin und Hörspielsprecherin.

## Leben und Wirken
Die Ende des 19. Jahrhunderts geborene Irmgard Bern begann ihre Bühnenlaufbahn in der Spielzeit 1916/17 am Lübecker Stadttheater, wo sie bis Ende des Ersten Weltkriegs blieb. Seit 1919 in Berlin ansässig, nahm sie dort zunächst ein Festengagement am von Max Reinhardt geleiteten Deutschen Theater an. Ihr dortiges Arbeitsfeld war auch das am Großen Schauspielhaus beheimatete Kabarett Schall und Rauch, wo sie unter anderem an der Seite von Oscar Sabo, Valeska Gert, Mady Christians und Hans von Wolzogen zu sehen war.

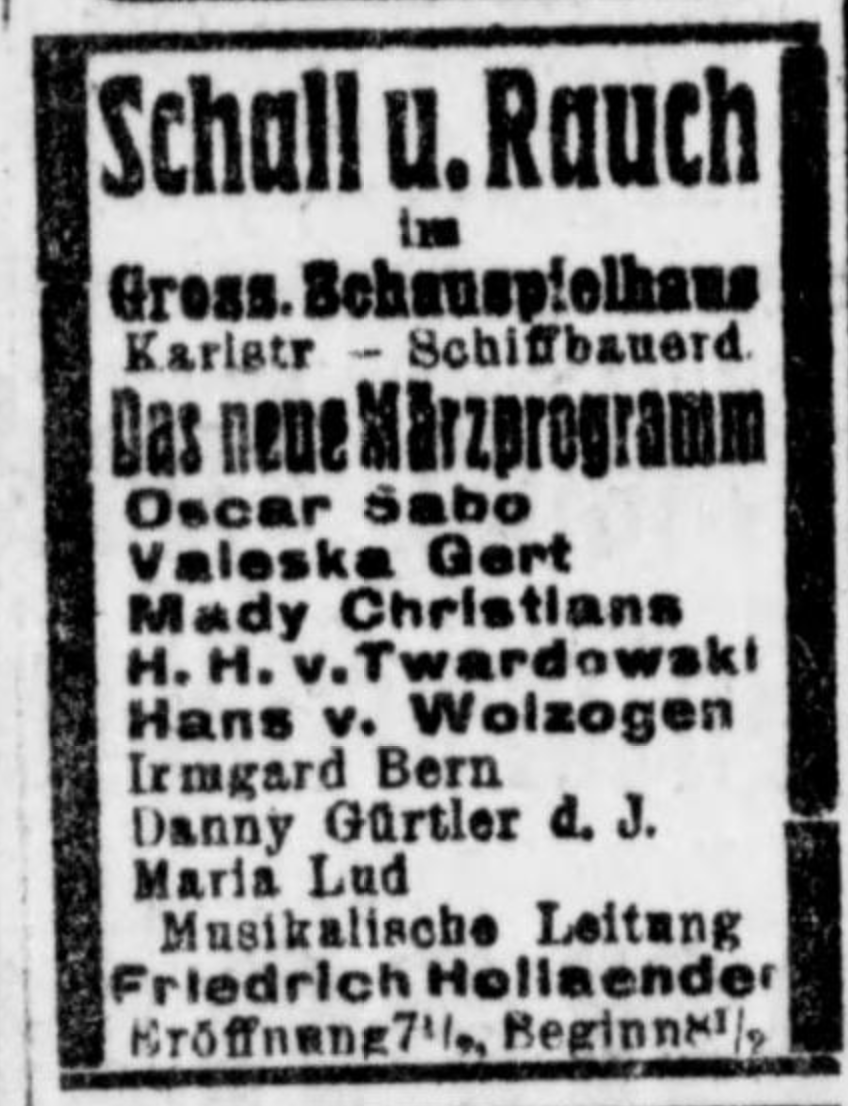
Schall und Rauch-Vorstellungs- ankündiger vom 26. März 1920 mit Irmgard Bern in der Besetzungsliste

Seit ihrer Ankunft in der deutschen Hauptstadt wurde die Künstlerin in den ersten beiden Jahren auch häufig vor die Kamera geholt. Bereits in ihrem ersten Jahr machte Irmgard Bern Furore mit der Titelrolle der amoralisch-verkommenen Käthe Keller in dem Filmskandal Die Liebschaften der Käthe Keller von Carl Froelich. Der stark umstrittene Film erwies sich jedoch als eher karrierehinderlich, denn in der Folgezeit konnte Irmgard Bern trotz Mitwirkung an der Seite prominenter Leinwandlieblinge wie Emil Jannings, Albert Bassermann, Fritz Kortner, Asta Nielsen, Conrad Veidt und Lil Dagover kaum mehr reüssieren. Sie wirkte stattdessen als Hörspielsprecherin bei der Nordischen Rundfunk AG in Hamburg mit und verschwand bald aus dem Blickfeld der Öffentlichkeit.
Eine kleine Rolle in dem Elisabeth-Bergner-Drama Fräulein Else bildete 1929 den Abschluss von Irmgard Berns kurzer Kinokarriere, und auch auf regulären Theaterbühnen ist sie fortan nicht mehr nachweisbar. Über ihren Verbleib und den weiteren Lebensweg ist derzeit nichts bekannt.

## Filmografie
- 1919: Die Liebschaften der Käthe Keller
- 1919: Der Tänzer (2 Teile)
- 1919: Der letzte Zeuge
- 1919: Der lustige Ehemann
- 1919: Die gelbe Fratze
- 1919: Morphium
- 1920: Patience
- 1920: Die Brüder Karamasoff
- 1920: Der Reigen
- 1920: Manegenrausch
- 1920: Opfer seines Leichtsinns
- 1920: Die Insel der Gezeichneten
- 1920: Johann Baptiste Lingg
- 1921: Hannerl und ihre Liebhaber
- 1921: Die Bettlerprinzessin
- 1921: Das Rätsel der Sphinx
- 1923: Tragödie der Liebe
- 1929: Fräulein Else

## Hörspiele (Auswahl)
- 1926: Johann Wolfgang von Goethe: Götz von Berlichingen. Schauspiel in fünf Aufzügen (Marie, Schwester des Götz von Berlichingen) – Regie: Hans Bodenstedt, Hermann Beyer (Sendespiel (Hörspielbearbeitung) – NORAG)
- 1926: Gustav Kadelburg: Familie Schimek. Schwank in drei Aufzügen (Dora) – Regie: Hermann Beyer (Sendespiel (Hörspielbearbeitung) – NORAG)
- 1926: Bjørnstjerne Bjørnson: Über unsere Kraft. Schauspiel in zwei Teilen (1. Teil) (Rahel) – Regie: Hermann Beyer (Sendespiel (Hörspielbearbeitung) – NORAG)
- 1926: David Kalisch: Der Aktienbudiker. Bilder aus dem Berliner Volksleben in drei Akten (Emma, Karls Braut) – Regie: Hermann Beyer (Sendespiel (Hörspielbearbeitung) – NORAG)
- 1926: Gerhart Hauptmann: Die Weber Drama in 5 Akten (Bertha Baumert) – Regie: Hermann Beyer (Sendespiel (Hörspielbearbeitung) – NORAG)
- 1926: Alexander Zinn: Schlemihl. Komödie in vier Akten (Das Schreibmaschinenfräulein) – Regie: Hans Bodenstedt, Hermann Beyer (Sendespiel (Hörspielbearbeitung) – NORAG)
- 1926: Hans Bodenstedt, Alice Fliegel-Bodenstedt: Der Herr der Erde. Großfunkspiel in sechs Sendungen (1. Teil: Der Tag der Entscheidung) (Miss Ellen) – Regie: Hans Bodenstedt, Hermann Beyer, Ferdinand Krantz (Original-Hörspiel – NORAG)
- 1927: Leo Kastner, Hans Lorenz: Wo die Schwalben nisten (Tilli Sanders) – Regie: Hermann Beyer (Sendespiel (Hörspielbearbeitung) – NORAG)

Quelle: ARD-Hörspieldatenbank